# Marinko Matosevic
Marinko Matosevic (chorvatsky Marinko Matošević; narozený 8. srpna 1985 Jajce, SFRJ) je australský profesionální tenista chorvatského původu. Ve své dosavadní kariéře na okruhu ATP World Tour nevyhrál žádný turnaj. Na challengerech ATP a turnajích okruhu Futures získal do září 2012 devět titulů ve dvouhře a šest ve čtyřhře.
Na žebříčku ATP byl nejvýše ve dvouhře klasifikován v srpnu 2012 na 62. místě a ve čtyřhře pak v lednu téhož roku na 218. místě.
Narodil se roku 1985 v Jajce na území tehdejší Socialistické republiky Bosna a Hercegovina, dnešní Bosny a Hercegoviny. V dětství emigroval s rodiči do Austrálie a po naturalizaci startuje za tento stát.
Öd třinácti let jej trénoval Jay Salter v melbournské tenisové akademii Universal Tennis Academy.

## Finálové účasti na turnajích ATP World Tour
| Legenda (před/od 2009)                                          |
| D – dvouhra; Č – čtyřhra                                        |
| Grand Slam (0–0)                                                |
| Tennis Masters Cup / ATP World Tour Finals (0–0)                |
| ATP Masters Series / ATP World Tour Masters 1000 (0–0)          |
| ATP International Series Gold / ATP World Tour 500 series (0–0) |
| ATP International Series / ATP World Tour 250 series (0–1 D)    |

### Dvouhra: 1 (0–1)

#### Finalista
| Č. | Datum          | Turnaj       | Povrch | Vítěz          | Výsledek      |
| -- | -------------- | ------------ | ------ | -------------- | ------------- |
| 1. | 4. března 2012 | Delray Beach | tvrdý  | Kevin Anderson | 4–6 6–7 (2–7) |

## Tituly na challengerech ATP a okruhu Futures
| Legenda                 |
| ATP Challenger Tour (4) |
| ITF Futures (5)         |

### Dvouhra

#### Vítěz (9)
| Č. | Datum (finále)    | Turnaj          | Povrch | Soupeř ve finále       | Výsledek       |
| 1. | 12. května 2008   | Morelia         | tvrdý  | Miguel Gallardo-Valles | 6–3, 4–6, 6–3  |
| 2. | 19. května 2008   | Puerto Vallarta | tvrdý  | Nima Roshan            | 6–3, 6–78, 6–3 |
| 3. | 20. října 2008    | Happy Valley    | tvrdý  | Greg Jones             | 6–1, 7–63      |
| 4. | 1. prosince 2008  | Sorrento        | tvrdý  | Adam Feeney            | 6–3, 7–64      |
| 5. | 16. únors 2009    | Berri           | tráva  | Colin Ebelthite        | 6–3, 6–4       |
| 6. | 12. července 2010 | Aptos           | tvrdý  | Donald Young           | 6–4, 6–2       |
| 7. | 18. října 2010    | Calabasas       | tvrdý  | Ryan Sweeting          | 2–6,6–4, 6–3   |
| 8. | 12. února 2012    | Caloundra       | tvrdý  | Greg Jones             | 6–0, 6–2       |
| 9. | 13. května 2012   | Athény          | tvrdý  | Ruben Bemelmans        | 6–3, 6–4       |